# São Mamede
São Mamede là một đô thị thuộc bang Paraíba, Brasil. Đô thị này có diện tích 530,724 km², dân số năm 2007 là 7646 người, mật độ 14,4 người/km².